# بين هوارد (لاعب كرة قاعدة)
بين هوارد (بالإنجليزية: Ben Howard)‏ هو لاعب كرة قاعدة أمريكي، ولد في 15 يناير 1979 في دانفيل في الولايات المتحدة.

## وصلات خارجية
- بن هوارد على موقعبيزبول رفرنس.كوم (الدوري الرئيسي) (الإنجليزية)